# Râul Bratoșa
Râul Bratoșa (în maghiară Bratósá, Barátós) este un curs de apă, afluent al râului Someșul Mare.

## Hărți
- Harta Munții Bârgău  Arhivat în 20 septembrie 2008, la Wayback Machine.
- Harta județului Bistrița-Năsăud

## Galerie foto

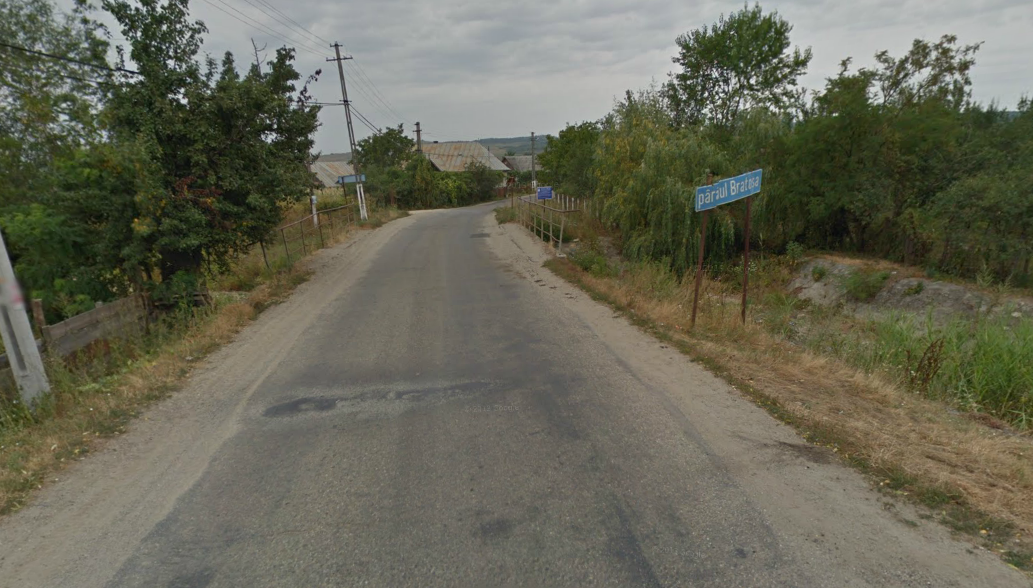
Pod peste râul Bratoşa , în satul Floreşti .
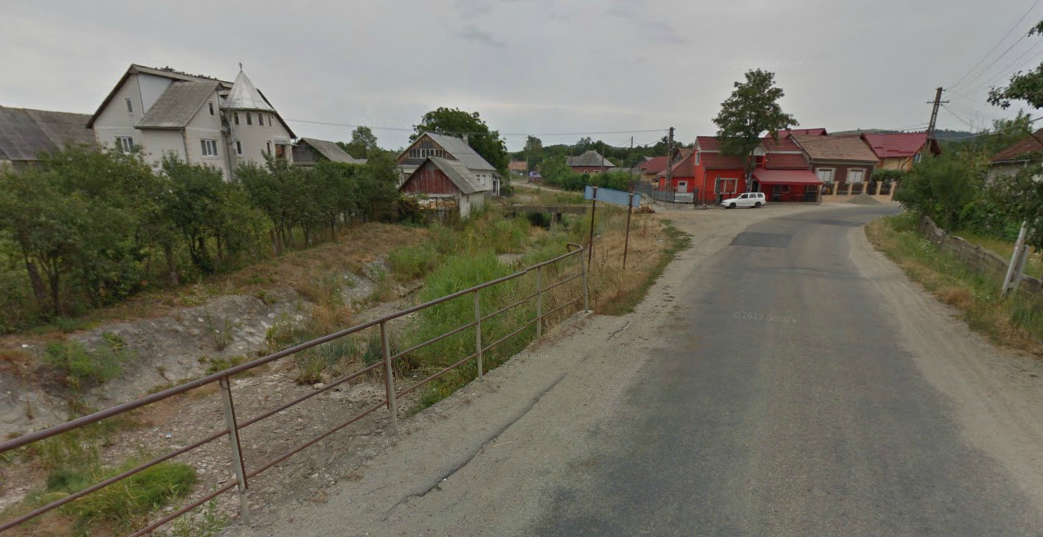
Bratoşa vedere spre S .
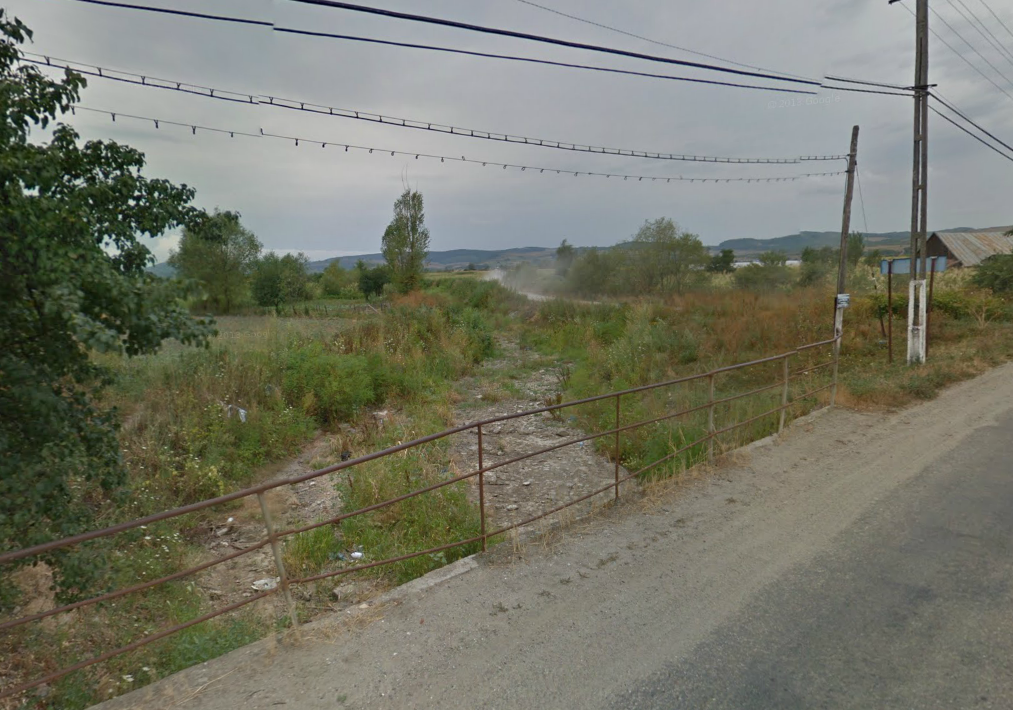
Bratoşa vedere spre N.